# Gibson ES-335
La Gibson ES-335 è il primo modello commerciale di chitarra elettrica con cassa semi-hollowbody, 
introdotta dalla Gibson nel 1958. 
La sua particolare costruzione, che utilizza una cassa acustica con buche a "effe" associata ad un blocco di legno massiccio centrale, ha contribuito nel tempo a rendere questo strumento uno dei più apprezzati da musicisti di diverse estrazioni.

## Origini e caratteristiche
Le origini del progetto 335 sono da ricercarsi nel tentativo da parte di Gibson di sintetizzare, a metà degli anni '50, le due principali filosofie costruttive utilizzate fino ad allora nella realizzazione delle chitarre elettriche: arch-top e solid-body. 
L'uscita della ES-335 segue infatti di pochi anni l'introduzione sul mercato di alcuni modelli di chitarra che hanno segnato la storia della chitarra elettrica: nel 1950 la Fender introduce il modello Broadcaster (poi ribattezzata Telecaster), la prima chitarra elettrica a corpo solido; nel 1952 la Gibson risponde con il suo primo modello solid-body, la Les Paul; nel 1954 vede infine la luce la Fender Stratocaster.
Alla sua comparsa sul mercato la ES-335 presentava alcune caratteristiche costruttive particolarmente innovative.

### Costruzione Semi-hollowbody
L'innovazione di maggior rilievo è costituita senza dubbio dal corpo che segue un criterio costruttivo totalmente nuovo. 
Similmente alle chitarre arch-top presenta infatti una vera e propria cassa armonica (sebbene alta appena 4,5 centimetri) ottenuta dall'assemblaggio di piano armonico, fondo e fasce in laminato di acero, ma la parte centrale è occupata da un blocco, anch'esso di acero, che corre longitudinalmente per tutta la lunghezza della cassa ed è fissato al fondo ed al piano armonico.

Una tecnica costruttiva simile era già stata provata dallo stesso Lester Polfus (in arte Les Paul) che con il suo modello sperimentale "The Log" nel 1940 aveva eliminato la parte centrale di una chitarra arch-top sostituendola con un blocco di legno pieno.

È proprio questa particolare tecnica costruttiva ad incidere fortemente sul suono della ES-335, ricco di armoniche e con una certa nota acustica data dalle cavità lasciate libere di vibrare e dalle buche ad effe, ma al tempo stesso definito e con un buon sustain grazie alla zona centrale massiccia.
Il blocco centrale conferisce inoltre allo strumento una maggiore resistenza agli inneschi (feedback), permettendone quindi un utilizzo (a differenza delle tradizionali arch-top e similmente alle solid-body) anche con alti livelli di amplificazione.

### Pickup Humbucker
La ES-335 monta due pickup humbucker PAF a doppia bobina, inventati nel 1957 da Seth Lover. Rispetto ai normali pickup monobobina utilizzati fino a quel momento (in particolare i P-90, con cui condividono la lega del ferromagnete, Alnico II, IV o V), gli humbucker hanno un livello di segnale più elevato ed eliminano il problema del ronzio e dei rumori captati dall'avvolgimento del magnete.

### Stop Tailpiece
Al posto della tradizionale cordiera (spesso di forma trapezoidale) fissata sul bordo inferiore della cassa, la ES-335 utilizza un blocco di metallo (denominato stop tailpiece) ancorato alla cassa per mezzo di due barre di metallo avvitate nel blocco centrale. Avvitando o svitando tali barre è possibile regolare l'angolo con cui le corde passano sul ponte.

### Ponte Tune-o-matic
La ES-335, come molte altre chitarre Gibson, utilizza il ponte denominato tune-o-matic, introdotto per la prima volta sulla Les Paul nel 1954. Questo ponte è costituito da sei sellette indipendenti che permettono, avanzando ed arretrando, di regolare in maniera fine l'intonazione di ogni corda.

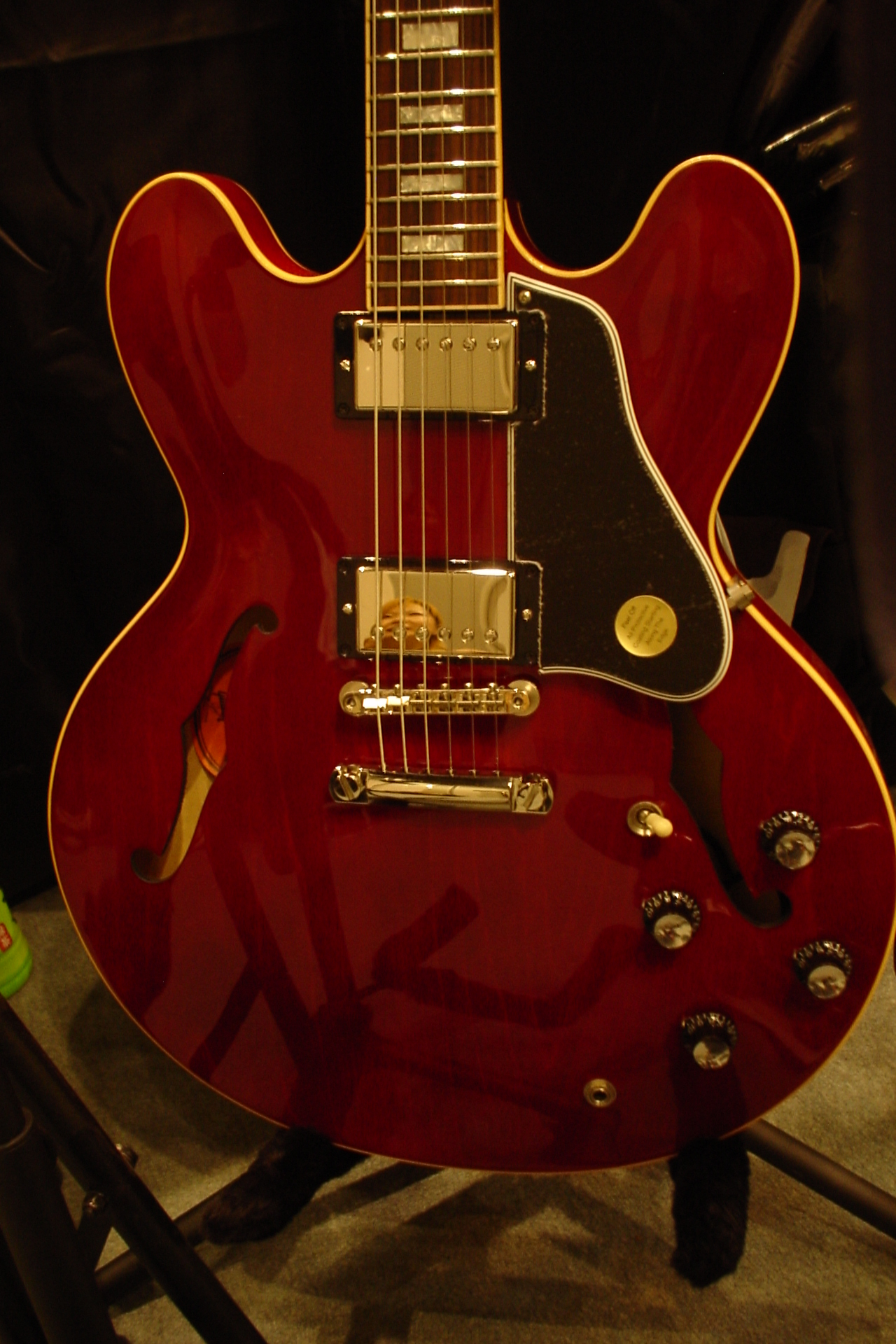
Gibson ES-335: particolare

Nelle intenzioni dei costruttori la ES-335 è quindi un tentativo di trovare un compromesso tra il suono caldo e complesso delle 
tradizionali chitarre hollow-body e la capacità di sostenere alti livelli di amplificazione delle nuove chitarre solid body. 
Il risultato è uno strumento estremamente flessibile come è testimoniato dalla popolarità che la 335 ha avuto, ed ha tuttora, 
tra musicisti appartenenti a generi e stili molto diversi tra loro.

## Cronologia e modelli correlati
A partire dall'immissione sul mercato della ES-335 nel 1958, molte sono state le evoluzioni e le varianti introdotte dalla 
Gibson. Sono riportate di seguito le date ed i modelli più significativi.
- 1958: La prima ES-335T viene introdotta sul mercato. Ha un prezzo di 267.50 dollari e le seguenti caratteristiche: corpo semi-hollow thin-body in acero laminato, doppia spalla mancante, battipenna sospeso, 2 pickup humbucker, 2 volumi, 2 toni, selettore a 3 posizioni, stop tailpiece, ponte tune-o-matic, manico in mogano, tastiera in palissandro con segnaposizione a punto (dot), paletta con logo a corona. Colori sunburst e natural. La ES-335 resterà in produzione fino al 1982.
- 1959: Nascono i modelli ES-345T, con circuito stereo e varitone[1], e ES355T, con leva Bigsby e tastiera in ebano. Anche questi modelli resteranno in produzione fino al 1982. Viene introdotta la finitura Cherry.
- 1960: La sigla finale TD viene aggiunta ai modelli 335, 345 e 355 ad indicare che si tratta di strumenti a due pickup (double).
- 1961: Il battipenna viene ridotto di dimensioni.
- 1962: Vengono utilizzati segnaposizione rettangolari al posto dei punti.
- 1964: Viene introdotto l'attaccacorde a trapezio.
- 1965: Nasce il modello ES-335-12 a dodici corde, in produzione fino al 1971.
- 1969: Viene introdotto il modello ES-340. Ha il manico in acero, un controllo di volume ed un miscelatore tra i due pickup. Rimane in produzione fino al 1974. Nello stesso anno viene introdotta la colorazione noce (walnut).
- 1978: Viene introdotto il modello ES-347 TD. Ha un selettore coil-tap per splittare gli avvolgimenti dei pickup humbucker, tailpiece TP6 e tastiera in ebano.
- 1979: Viene introdotta, su insistente richiesta dei numerosi chitarristi rock degli anni '70, la versione ES335-Pro, con stop tailpiece per maggior sustain ed equipaggiata con i pickup ceramici più potenti della Gibson, i "Dirty Fingers", scoperti (senza cover cromate), modello oggi molto ricercato dagli amanti del rock. La produzione di questo modello termina all'inizio del 1982. Nello stesso anno vedono la luce anche i modelli ES-335 CRS e CRR (Country Rock Stereo e Country Rock Regular).
- 1980: Viene immesso sul mercato il modello B.B. King Signature (ES-335 Lucille). Ha cassa senza buche ad effe, 2 pickup humbucker, ponte tune-o-matic, tailpiece TP6, circuiteria attiva e finitura black. Nello stesso anno nasce anche la ES335 S-Deluxe, versione solid-body della 335. Ha Cassa in mogano, doppia spalla mancante, due pickup "Dirty Fingers", ponte tune-o-matic, tailpiece TP6 e capotasto in ottone; esce di produzione nel 1983.
- 1982: Con l'introduzione del modello ES-335 Dot, riedizione del modello del 1960, termina la produzione dei modelli ES-335 TD, ES-345 TD e ES-355 TD.
- 1987: Viene introdotta la ES-335 Studio con cassa senza buche, 2 pickup humbucker a bobine scoperte.

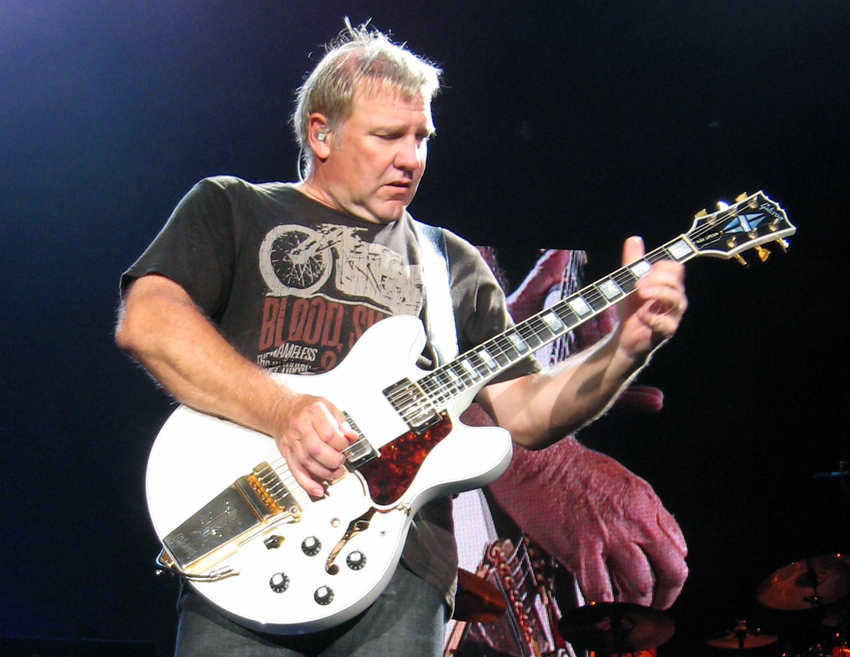
Alex Lifeson dei Rush con una ES-355 bianca

## ES-335 celebri
La ES-335 (e gli altri modelli da essa derivati) è una chitarra dalle caratteristiche timbriche molto definite. 
La particolare costruzione della cassa, i legni usati ed i pickup humbucker contribuiscono infatti a formare una sonorità molto riconoscibile, dall'attacco dolce e leggermente enfatizzato sulle frequenze medie, un suono molto diverso sia da quello delle tradizionali chitarre arch-top (più scuro e ricco di armoniche) che da quello delle solid-body (più sottile ed aperto).

Nonostante questa apparente mancanza di versatilità timbrica (o forse proprio in ragione di questa caratteristica) la semi-hollow di casa Gibson è stata imbracciata, nel corso degli anni, da numerosissimi artisti appartenenti a stili e generi musicali molto diversi tra loro. Tra questi artisti tuttavia alcuni hanno legato in maniera indissolubile (almeno in un periodo della loro carriera artistica) il loro nome a quello a quello della 335.
- B. B. King. Pur avendo all'inizio della sua carriera diversi modelli Gibson, tra cui una ES-5 ed una ES-175, viene soprattutto ricordato come utilizzatore di diversi modelli thin-body, in particolare di ES-335 e ES-345. La Gibson ha introdotto nel 1980 il modello B.B. King Signature, soprannominato Lucille, in pratica una ES-345 sprovvista delle buche ad effe.
- Chris Cornell. Il frontman dei Soundgarden, Temple of the Dog e degli Audioslave utilizzava una Gibson ES-335 Olive drab green
- Ritchie Blackmore. Lo storico chitarrista dei Deep Purple, prima del 1972 usava una ES-335, prima di sostituirla con la ben più famosa Stratocaster.
- Larry Carlton. Soprannominato "Mr. 335", Larry Carlton ha utilizzato per lungo tempo una ES-335 sunburst del 1968.[2]

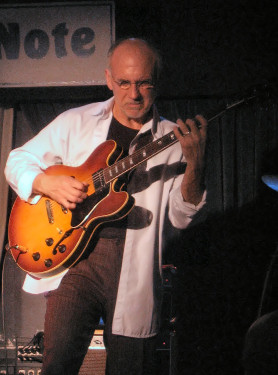
Larry Carlton e la sua 335 "Carlton burst"

- Eric Clapton. La seconda chitarra elettrica posseduta da Clapton fu una ES-335 rossa del 1964, usata nei suoi lavori con gli The Yardbirds, i Cream, ed i Blind Faith e durante la sua carriera solistica.[3] Nel 2004 Clapton donò questa chitarra che fu venduta all'asta per 750.000 dollari, devoluti a favore del Crossroads Centre.[4]
- John Lee Hooker. Il chitarrista blues ha utilizzato per molto tempo una 335, alternandola spesso ad un'altra chitarra affine, una Epiphone Sheraton.
- Jorma Kaukonen. Nel periodo in cui militava nei Jefferson Airplane suonava una ES-345 Stereo collegata a due amplificatori Fender Twin.
- Freddie King. Il bluesman texano ha imbracciato spesso una ES-345 cherry.
- Alvin Lee. Il chitarrista dei Ten Years After ha usato una ES-335 customizzata soprannominata "Big Red". Il Custom Shop Gibson produce una riedizione fedele di questa chitarra.
- Chris Dennis. Il chitarrista dei Nomadi utilizzò la Gibson 335 verso la fine degli anni ottanta.
- Noel Gallagher. Il chitarrista, già membro degli Oasis, privilegia nelle esibizioni la ES-355 cherry con ponte bigsby, divenuta sua chitarra principale dal 2001.
- Tom DeLonge. Chitarrista e cantante dei Blink-182 ha usato una Gibson ES-333 marrone personalizzata da lui stesso nei concerti dal 2003 al 2005. Nel periodo in cui ha suonato negli Angels and Airwaves ha invece utilizzato una Gibson ES-335 bianca.
- Dario Chiazzolino. Chitarrista jazz italiano ha usato una ES 135 rossa con pick-up P90 e una 335 dot.
- Dave Grohl. Il chitarrista dei Foo Fighters si è fatto fabbricare una Gibson azzurra (Pelham Blue finish) con il corpo ed il manico di una ES-335 modello Trini Lopez ma con stopbar al posto del ponte mobile. I pickup sono una coppia di Burstbuckers. Questa Gibson si chiama DG-335 o Dave Grohl Es-335 ed è in commercio.
- Ivan Graziani. Ha usato una Gibson ES-335 rossa che figura nell'album "Tutti i successi". Il cantante inoltre è stato seppellito con questa chitarra.
- Chuck Berry. L'interprete di "Johnny B. Goode", "Roll Over Beethoven" e tante altre hit della seconda metà degli anni '50 ha utilizzato diversi modelli di ES-335, ES-345 ed ES-355.
- Alberto Ferrari. Cantante e chitarrista della band italiana Verdena, utilizza una Gibson ES-335 PRO, chitarra che monta di serie pickup humbuckers Dirty Fingers e prodotta per un brevissimo periodo di tempo tra fine anni settanta ed inizio anni ottanta.

## Curiosità
- È usata da Apple come icona di GarageBand, famosa applicazione di serie con iLife.
- Ivano Fossati ha dato come titolo al suo primo romanzo "Tretrecinque" in onore di questa chitarra.